# Внешняя политика Сирии
Внешняя политика Сирии — общий курс Сирии в международных делах. Внешняя политика регулирует отношения Сирии с другими государствами. Реализацией этой политики занимается Министерство иностранных дел Сирии.

## История

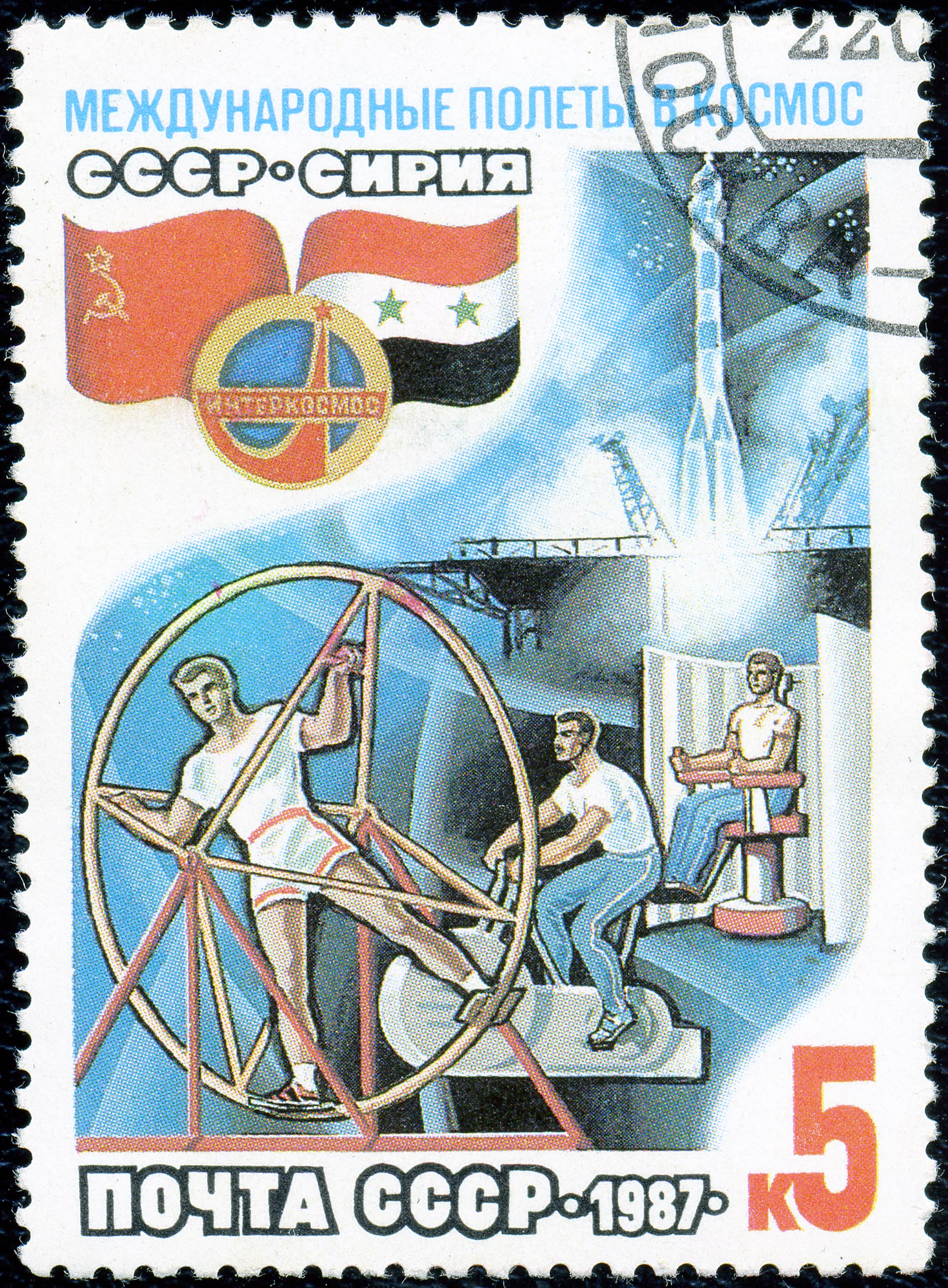
Совместный советско-сирийский космический полет 22—30 июля 1987 года, почтовая марка СССР

В 1980-х годах внешняя политика Сирии в отношениях со сверхдержавами и ближневосточными соседями, также как и внутренняя политика, находились под влиянием арабо-израильского конфликта. В 1979 году Египет подписал с Израилем мирный договор, в 1994 году Иордания заключила мирное соглашение с Израилем, а на юге Ливана размещались израильские войска, что сделало Сирию последним врагом Израиля с общей границей. По мнению властей Сирии арабо-израильский конфликт прекратил свое существование, уступив место двустороннему израильско-сирийскому конфликту.
Важным направлением внешней политики Сирии являются попытки восстановить суверенитет над Голанскими высотами, которые с 1944 по 1967 год являлись частью сирийской провинции Кунейтра и западные две трети которых были захвачены Израилем в ходе Шестидневной войны в июне 1967 года. Поэтому власти Сирии стремились помешать Иордании, Организации освобождения Палестины (ООП) и Ливану заключить мирные договоры с Израилем и сформировать антисирийскую коалицию. Сирия разделяла арабский мир на два лагеря: своих союзников и тех, кто пошёл на уступки Израилю. Партнёрами Сирии в противостоянии Израилю были: Ливия, Алжир и Народная Демократическая Республика Йемен (Южный Йемен).
В 1989 году Сирия восстановила полные дипломатические отношения с Египтом. С соседней Турцией у Сирии сложились непростые отношения, в то время как Иран является союзником этой страны. В 1991 году во время военной операции «Буря в пустыне» Сирия присоединилась к многонациональной коалиции под руководством США против Ирака. В 1998 году Сирия начала медленно налаживать отношения с Ираком, главным образом из-за экономических потребностей. Также сирийские власти старались поддерживать хорошие отношения с Россией и Китаем.
В 2003 году отношения Сирии и США вновь ухудшились в связи с вторжением США и их союзников в Ирак. При этом в 2004 года улучшились отношения Сирии с Турцией.
В 2005 году сирийские войска покинули территорию Ливана.
В середине 2011 года в Сирии началась гражданская война, после чего резко ухудшились отношения с основным экономическим партнёром этой страны — Европейским союзом. Венесуэла оказала политическую поддержу действующему президенту Сирии Башару Асаду, но товарооборот между странами остался на низком уровне.
Обеспечение национальной безопасности, усиление влияния среди арабских соседей и возвращение Голанских высот были основными целями внешней политики Сирии. Во многих точках своей истории Сирия сталкивалась с опасной напряженностью со своими географически культурными соседями, такими как Турция, Израиль, Ирак и Ливан. В 21 веке, до Арабской весны и гражданской войны в стране, Сирия улучшила отношения с несколькими государствами своего региона..
После продолжающейся гражданской войны правительство Сирийской Арабской республики становится все более изолированным от стран региона и международного сообщества в целом. Дипломатические отношения были разорваны с несколькими странами, включая: Турцию, Саудовскую Аравию, Иорданию, Канаду, Францию, Италию, Австралию, Новую Зеландию, Южную Корею, Швейцарию, Швецию, Данию, Нидерланды, Германию, США, Великобританию, Бельгию, Испанию, Японию, Катар, Бахрейн.
Сирия была отстранена от Лиги арабских государств в 2011 году и Организации исламского сотрудничества в 2012 году.
Сирия продолжает поддерживать хорошие отношения со своими традиционными союзниками, Ираном и Россией. Другие страны, которые в настоящее время поддерживают хорошие отношения с Сирией, включают Китай, Северную Корею, Анголу, Вьетнам, Болгарию, Кубу, Венесуэлу, Боливию, Эквадор, Никарагуа, Гайану, Индию, Южную Африку, Танзанию, Пакистан, Армению, Беларусь, Таджикистан, Индонезию, Филиппины, Уганду, Зимбабве, Мьянму, Бурунди, Румынию, Сербию, Узбекистан, Лаос, Монголию, Камбоджу и др. Из числа государств Лиги арабских государств Сирия продолжает поддерживать хорошие отношения с Ираком и Египтом (после 3 июля 2013 года), Алжиром, Ливаном, Мавританией, Оманом, Суданом и Государством Палестина. Сирия никогда не имела дипломатических отношений с Израилем, Косово и Тайванем (которые САР не признает как государства). Сирийская Арабская Республика признает Абхазию, Западную Сахару, Южную Осетию.
В декабре 2018 года, после того как американский президент Дональд Трамп объявил о частичном выводе войск США из Сирии, некоторые страны начали возобновление своих дипломатических отношений с Сирией. После визита президента Судана Омара аль-Башира Лига арабских государств инициировала процесс реадмиссии Сирии в организацию, в то время как Объединённые Арабские Эмираты открыли свое посольство в Сирии 27 декабря и Бахрейн, а также, как сообщается, Кувейт и Италия объявили о своих намерениях открыть посольства.
22 января 2025 года Сирия расторгла с Россией соглашение о Тартусе.
Сообщается, что правительство переходного периода работает над реструктуризацией объекта, а все доходы от деятельности порта будут использоваться в интересах сирийского государства.